# Стратиграфія

Міжнародна хроностратиграфічна шкала, 2006

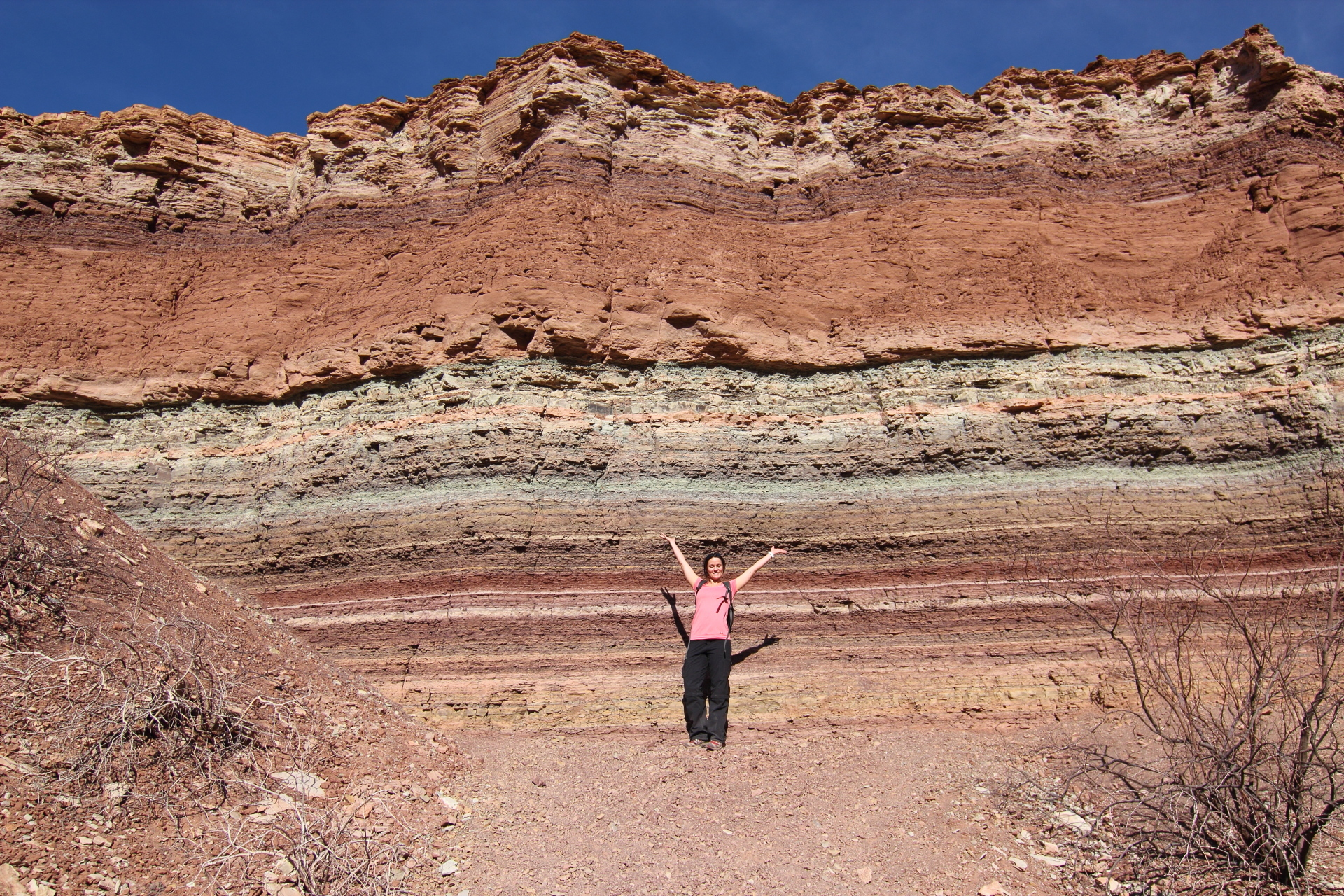
Геологічні шари в Сальта (Аргентина)

Стратигра́фія (лат. stratum — пласт, шар; грец. γραφο — пишу) — розділ історичної геології, який охоплює питання історичної послідовності, первинних взаємовідносин і географічного розповсюдження осадів, вулканогенних і метаморфічних утворень, що складають земну кору і відображають природні етапи розвитку Землі та її біосфери.
Стратиграфія забезпечує історизм всіх інш. галузей геології, створює геохронологічну основу для вивчення геол. процесів, розвитку геол. об'єктів, регіонів і земної кори загалом, а також для карт геол. змісту. Стратиграфія тісно пов'язана з палеонтологією та геохронологією. Стратиграфія — один з головних методів геологічного картування.

## Історія розвитку
Теоретичні основи стратиграфії заклав Ніколас Стено (Nicolas Steno) 1669 року. Він уперше ввів поняття суперпозиції і постулював основний закон стратиграфії:
У випадку непорушеного горизонтального залягання геологічних пластів, нижчі пласти древніші від тих, що залягають над ними.
У XVIII-ХІХ ст. стратиграфію розвинули англ., франц., і нім. геологи І. Леман, Г. Фюксель, В.Сміт, Р.Мурчісон, А.Седжвік, Ж. Кювьє, А. Броньяр та ін.
Вільям Сміт, батько англійської геології, у 1796 р. вперше застосував принципи стратиграфії для побудови першої у світі геологічної карти.
Серйозне вивчення стратиграфії почалося в другій половині XIX століття. У 1881—1900 роках на II—VIII сесіях Міжнародного геологічного конгресу (МГК) були прийняті ієрархія й номенклатура більшості сучасних стратиграфічних підрозділів. Надалі міжнародна геохронологічна (стратиграфічна) шкала постійно уточнювалася.

## Об'єкт вивчення
Об'єкт вивчення стратиграфії — стратиграфічні підрозділи (стратони), кожен з яких є сукупністю гірських порід, що складають певну споріднену асоціацію і виокремлюються за ознаками, які дозволяють встановити послідовність їхнього формування і просторового положення у стратиграфічному розрізі.

## Основні завдання
- встановлення первинної послідовності залягання геологічних тіл;
- встановлення вікових взаємовідносин геологічних тіл;
- створення глобальної схеми періодизації історії Землі;
- створення регіональних схем періодизації геологічної історії для окремих великих ділянок земної кори.

## Основні принципи
1. Принцип суперпозиції (Стенона): «За умови непорушеного залягання кожний нижчезалягаючий пласт древніший за перекриваючий».
2. Принцип гомотаксальності (Гекслі): «Стратиграфічна кореляція конкретних розрізів, за умови неможливості безпосереднього простеження на місцевості, відбувається співставленням ідентичних наборів ознак, у тому числі слідів обстановок і подій минулого».
3. Принцип незворотності еволюції біосфери (Сміта): «Біологічний вид, який у ході еволюції зникнув з біосфери Землі ніколи більше не виникне знову».
4. Принцип об'єктивної реальності й унікальності: «Стратиграфічний підрозділ (стратон) є реальним результатом („твердою копією“) геологічних подій, і об'єктивно відображає сутність цих подій, не повторюючись у просторі й часі».

## Класифікація стратиграфічних підрозділів
- місцеві

- серія — головний місцевий стратиграфічний підрозділ великого рангу, складно побудоване різнофаціальне геологічне тіло, яке відображає етап осадонагромадження в регіоні. Її поділяють на світи, сума стратотипів яких становить стратотип серії. Стратиграфічні межі, ізохронні чи діахронні, виражені площинами регіональних кутових чи стратиграфічних незгідностей. Називають серії за географічним об'єктом у зоні поширення.

- світа — єдине геологічне тіло з властивим йому, однак відмінним від суміжних геологічних тіл літологічним складом, який сформувався в однакових або близьких фізико-географічних умовах. Вона має стійкі на всій площі поширення літолого-фаціальні ознаки, які є критерієм її визначення. У світі можуть бути виділені допоміжні літо- (підсвіти, пачки, товщі) і біостратиграфічні підрозділи. Світа має свій стратотип. Назва світи утворюється від назви географічного об'єкта в стратотиповій місцевості.

Світа і серія є головними елементами, які картують. Співвідношення між ними зображають за допомогою стратиграфічної колонки, місцевої стратиграфічної схеми чи колонки місцевої стратиграфічної шкали в кореляційних регіональних стратиграфічних схемах.
- товща — ::::* пачка — :::::* пласт-маркер — * регіональні

- регіоярус (горизонт) — інтегрує по латералі в межах геологічного регіону одновікові різнофаціальні світи, серії або їхні частини. Одновіковість об'єднаних у регіоярус місцевих стратонів і спеціалізованих біостратиграфічних шкал визначають за палеонтологічними критеріями. Може бути поділений на підрегіояруси за комплексами органічних решток, які дещо відмінні від загальної палеонтологічної характеристики і чітко простежуються у більшій частині регіону. У разі потреби групування регіоярусів у більші стратиграфічні підрозділи, виділяють надрегіояруси. Від суміжних утворень сусідніх регіонів регіоярус відрізняється будовою та речовинним складом порід і фіксацією стійких взаємозв'язків видів, родів та окремих таксонів вищих рангів давньої біоти. Регіоярус має власний стратотип. Називають його за назвою будь-якого географічного або етнічного об'єкта в області поширення.

- підрегіоярус (підгоризонт) — * загальні

- Еонотема — ::* Ератема — :::* Система — головний стратиграфічний підрозділ глобальної шкали, складений утвореннями, що сформувалися упродовж геологічного періоду і відображають значний етап історії Землі та життя на ній. Межі та обсяг системи фіксують лімітотипи і стратотипи стратонів, які належать до її складу.

- Відділ — :::::* Ярус — стратон, підпорядкований відділу і розділений на під'яруси та хронозони, комплекс яких становить стратиграфічний обсяг ярусу. Він має власний стратотип.

- Хронозона — елементарна стратиграфічна одиниця, підпорядкована ярусу; вона об'єднуює гірські породи, які сформувалися за час існування специфічного зонального комплексу викопних організмів з групи, що використовують для розчленування системи. Хронозони виділяють у стратотипі ярусу, або ж вони мають свій власний стратотип.

### Стратиграфія в геології
Стратиграфічною основою для проведення геологічних робіт на будь-якій площі (ділянці) є стратиграфічна схема, побудована з врахуванням опорного геологічного розрізу і зкорельованих з ним типових розрізів, які відображають зміну об'ємів і співвідношень виділених стратонів, або їхню стабільність на даній площі. Стратиграфічна основа — це фундамент, на який спираються геологічна зйомка, тектонічні і палеогеографічні побудови, висновки про вік і нерідко про форми прояву магматизму, про вік і особливості сингенетичних, і до певної міри постседиментаційних родовищ корисних копалин.
Стратиграфічна схема (шкала) — таблиця в яку зведено і зкорельовано місцеві і регіональні стратиграфічні підрозділи, які складають повний, чи частковий розріз ділянки земної кори. Місцева стратиграфічна послідовність відкладів відображається у вигляді стратиграфічної колонки. Для районів з сильною фаціальною мінливістю товщ стратиграфічна шкала доповнюється геологічним профілем, що розкриває характер взаємовідносин товщ різного складу як за розрізом, так і за простяганням.

## Напрямки сучасної стратиграфії
За предметом досліджень виділяють такі напрями стратиграфії: літостратиграфію, біостратиграфію (стратиграфічна палеонтологія), секвенс-стратиграфію, подієву стратиграфію, екостратиграфію, фаціальну стратиграфію та ін. 
Літостратиграфія виконує розчленування і кореляцію відкладів за літологічними ознаками, а біостратиграфія — за комплексами палеоорганізмів. 
Секвенс-стратиграфія досліджує циклічність і зміни положення базису ерозії залежно від рівня евстазії (повільної зміни рівня моря) і регіональних тектонічних рухів. Подієва стратиграфія досліджує сліди раптових і короткочасних гідродинамічних, кліматичних, евстатичних змін, що відбувалися на значній території і позначилися в різких змінах біоти, режиму седиментації, отже — на геологічних процесах. Фаціальна стратиграфія виділяє і простежує стратиграфічні підрозділи в різних фаціях, застосовуючи дані палеоекології, тафономії, седиментології. Екостратиграфія ґрунтується на вивченні палеоекосистем різних рангів, аналізі етапності розвитку літо- і біосфери.
За фізичними і хімічними властивостями порід та умовами середовища виділяють магнітостратиграфію (стратиграфія магнітна), хроностратиграфію, кліматостратиграфію (стратиграфія кліматична), сейсмостратиграфію. При цьому використовують палеомагнітний, геохімічний, радіологічний, сейсмостратиграфічний, геофізичні методи досліджень гірських порід.
Головними методами стратиграфічного розчленування і кореляції осадових порід є літологічний і біостратиграфічний, всі інші методи розглядаються як допоміжні.

## Напрямки
- Біостратиграфія
- Літостратиграфія
- Хроностратиграфія
- Магнітостратиграфія
- Кліматостратиграфія
- Секвенс-стратиграфія
- Археологічна стратиграфія
- Стратиграфічна палеонтологія
- Сейсмічна стратиграфія